# Tapeworm
Tapeworm (в переводе с англ. — «солитёр») — недействующий сайд-проект американской индастриал-группы Nine Inch Nails, который существовал в различных формах с 1995 по 2004 год. Tapeworm никогда не выпускал никаких записей, но часто упоминался в интервью. Группа начала деятельность как проект участников NIN Трента Резнора, Дэнни Лонера и Чарли Клоузера, после их концертного турне Self Destruct Tour, проходившего в поддержку альбома The Downward Spiral. За несколько лет состав расширился, в него входили Мэйнард Джеймс Кинан, Аттикус Росс, Тони Хэллидэй, Джош Фриз и другие. Проект перерос в супергруппу. В 2001 году начали ходить слухи о скором релизе студийного альбома Tapeworm, но первая официальная информация о готовящемся к выпуске материала появилась только в сентябре 2003. В интервью MTV News и журналу Kerrang! Дэнни Лонер сообщил, что запись пластинки на завершающем этапе, а её релиз состоится на лейбле Nothing Records. Но в 2004 году Резнор объявил о роспуске группы. Он сослался на проблемы со звукозаписывающими компаниями и потере интереса к проекту у его участников.

## Участники проекта
- Трент Резнор (Nine Inch Nails, How to Destroy Angels)
- Дэнни Лонер (Nine Inch Nails, A Perfect Circle, Black Light Burns)
- Чарли Клоузер (Nine Inch Nails)
- Джош Фриз (A Perfect Circle, The Vandals, Nine Inch Nails, Guns N’ Roses, Ashes Divide)
- Мэйнард Джеймс Кинан (Tool, A Perfect Circle, Puscifer)
- Тони Хэллидэй (Curve)[4]
- Алан Молдер (продюсер)[11]
- Аттикус Росс (12 Rounds, How to Destroy Angels, Nine Inch Nails)
- Томми Виктор (Prong, Danzig, Ministry)
- Филип Хансен Ансельмо (Pantera, Down, Superjoint Ritual)
- Пейдж Хемильтон (Helmet)